# Транспортер (филм)
Транспортер (француски: Le Transporteur) је француски акциони филм на енглеском језику из 2002. године у режији Корија Јуена и Луја Летеријера по сценарију Лика Бесона и Роберта Марка Камена. То је први део у франшизи Транспортер. У главној улози глуми Џејсон Стејтам, поред Шу Ћи, Франсое Берлеана и Мета Шулца. У филму, Френк Мартин, британски плаћеник возач који живи у Француској, налази се умешан у заверу о трговини људима.
„Транспортер“ је премијерно приказан у позоришту Риџенси вилиџ у Лос Анђелесу 2. октобра 2002. године и први пут је био приказан у Сједињеним Државама 11. октобра 2002. године, а у Француској 23. октобра. Добио је помешане рецензије од критичара уз похвале за акционе секвенце и Стејтамово извођење. Зарадио је 43,9 милиона долара широм света, а уследио је наставак, „Транспортер 2“, 2005. године.

## Радња
Франк Мартин је високо квалификован возач за илегалне послове у јужној Француској који следи три строга правила:
1. Никад не мењај договор.
2. Без имена.
3. Никада не отварајте пакет.

У Ници, Френк је ангажован као возач за бекство за три пљачкаша банака, али су довели четвртог човека. Објашњавајући да ће додатна тежина утицати на његово прецизно планирано бекство, Френк одбија да вози све док, у очају, вођа не убије и напусти једног од својих људи. Након што је избегао полицију у потери великом брзином, вођа нуди Френку још новца да их одвезе до Авињона, али он одбија. Пљачкаши беже у другом аутомобилу, али их спречава њихова аматерска вожња. У Френковој вили на француској ривијери, локални полицијски инспектор Таркони га испитује о његовом црном БМВ-у 735и, виђеном на месту пљачке, али је Френк пажљиво уклонио све доказе.
Потом је Френк ангажован да испоручи пакет од 50 килограма америчком клијенту Дарену „Волстрит“ Бетенкуру. Док мења пробушену гуму, Френк схвата да пакет садржи особу. Он крши своје треће правило да би заточенику дао нешто да попије и открива жену везану и зачепљених устију. Она покушава да побегне, али је Френк поново хвата и приморан је да покори двојицу полицајаца који их примете. Френк је испоручује Волстриту као што је обећао и добија актовку за транспорт. Док Френк стаје да купи пиће за полицајце у свом гепеку, експлодира бомба у актовци.
Осветољубиви Френк се враћа у Волстритову вилу, убијајући неколико послушника и крадући Мерцедес-Бенз С-Класе, само да би пронашао „пакет“ који се крије на задњем седишту. Он доводи младу жену Лај у свој дом, где она открива да је Френк одликовани бивши војник за специјалне операције. Волстрит посећује једног од својих преживелих људи у болници, убијајући га након што је открио да је Френк жив. Таркони испитује Френка о експлозији његовог аутомобила, за који Френк тврди да је украден, а Лаи подржава његов алиби представљајући се као његова девојка. Таркони одлази, а Волстритови људи нападају кућу пројектилима и аутоматским оружјем, али Френк и Лај за длаку побегну кроз подводни пролаз до оближње сигурне куће где Лај заводи Френка.
Касније, док га Таркони испитује у полицијској станици, Лај приступа свом компјутеру да пронађе информације о Волстриту. Она открива да је он трговац људима са 400 кинеских имиграната заробљених у бродским контејнерима, а Френк невољно пристаје да помогне. Суочавају се са Волстритом у његовој канцеларији, где се открива да је Лајин отац, господин Квај, његов партнер у злочину. Таркони стиже док Волстрит покорава Френка и оптужује га за киднаповање Лај, а Френк је ухапшен.
Таркони предлаже Френку да преузме ствари у своје руке, представљајући се као његов талац како би му омогућио да побегне из полицијског притвора. Узимајући залихе оружја из свог чамца у луци Каси, Френк прати криминалце до докова у Марсељу, где контејнери пуни људи одлазе камионима. Гоњен до аутобуске станице, Френк се пробија кроз насилнике у борби натопљеној моторним уљем пре него што побегне у воду. Он краде стари аутомобил који се поквари, а затим преузима мали авион и пада падобраном на аутопут.
После дуге борбе на камионима у покрету, Френк баца Волстрита на пут у смрт (у америчкој верзији, Волстрит је избачен из камиона на аутопут), да би га Квај држао на нишану. Он одмаршира Френка до ивице литице, али Лај пуца у свог оца да спасе Френка, док Таркони и полиција спасавају људе из контејнера.

## Улоге
- Џејсон Стетам као Френк Мартин
- Шу Ћи као Лај Квај
- Франсоа Берлеан као инспектор Таркони
- Мет Шулц као Дарен "Волстрит" Бетенкорт
- Рик Јанг као господин Квај
- Адриан Дернел као водитељ вести

## Продукција
Филм је инспирисан краткометражним филмским серијалом The Hire, која је произведена као промотивни подухват од стране БМВ-а. Снимање се одвијало на локацији на југу Француске: у Ници, Каси, Сен Тропеу, Марсељи и Кану. Џејсон Стејтам је изводио већину својих физичких и возачких вратоломија. Шу Ћи скоро да није говорила енглески када је добила улогу, и морала је да научи већину својих дијалога фонетски. Редитељ Луј Летеријер је првобитно намеравао да Мартин буде геј. Међутим, овај угао је избачен током снимања, а додата је сцена сексуалног односа између Мартина и Лај.

## Издање

### Издање у позоришту
Транспортер је премијерно приказан у 2.573 биоскопа. Са продукцијским буџетом од 20,5 милиона долара, зарадио је 25.296.447 долара у Сједињеним Државама и укупно 43.928.932 долара широм света.

### Цензура
Филм је исечен да би добио оцену ПГ-13 у Сједињеним Државама, а ова верзија је такође објављена у Уједињеном Краљевству и неколико других земаља. Јапан је био једина земља осим Француске која је примила нерезане верзије. Одређене секвенце насиља су или прекинуте или ублажене за рез ПГ-13. Сцене измењене у америчком/међународном издању су туча у аутобусу, где су монтиране сцене Френка како се  ножем бори против противника, и сцена у којој избацује Волстрита из камиона. У француском издању, Волстрита је камион прегазио, док је у америчком издању Волстрит само бачен на пут.

### Кућни медији
Филм је објављен на ВХС-у и ДВД-у 15. априла 2003. године, а на Блу-реј-у 14. новембра 2006. године.

## Музика у филму
- Твит – „Боги 2Најт“
- Нејт Дог - "Имам љубав"
- Нок-Турн'ал - "Музик"
- Надиа – „Живот странца“

## Пријем
Веб страница за прикупљање рецензија Rotten Tomatoes даје филму оцену одобравања од 54% на основу 128 рецензија, са просечном оценом 5,6/10. Консензус критичара сајта гласи: „Транспортер испоручује акцију на рачун кохерентног приповедања“. На Метакритику, филм је добио просечну оцену од 51 од 100, на основу 27 критичара, што указује на „мешовите или просечне критике „. Публика коју је анкетирао CinemaScore дала је филму просечну оцену „Б+“ на скали од А+ до Ф.
Манола Даргис, из Лос Анђелес Тајмса, похвалио је акцију, рекавши: „[Стејтам] свакако изгледа опремљен да се развије у алтернативу средње категорије Вина Дизела. То је посебно тачно ако настави да ради са режисером Коријем Јуеном, хонгконшким акционим ветераном, чији таленат за хаос „прса у прса” је заиста нешто за видети." Роџер Еберт је написао: "Превише акције доводи филм до мртве тачке." Ерик Харисон, из Houston Chronicle, је рекао: „То је смеће са великим С. Што пре то схватите, брже ћете моћи да уживате у томе.“